# Synthpunk
Synthpunk (también conocido como electropunk) es un subgénero musical que combina elementos de la música electrónica y del punk. El término fue inventado por Damian Ramsey en 1999, como un intento de identificar a un pequeño subgénero de música punk de 1977-1984 que involucraba a músicos tocando sintetizadores en lugar de guitarras eléctricas. Dicho género tuvo algo de presencia en algunas bandas de música alternativa conforme pasó el tiempo.